# محمد حمد
محمد حمد هو مصارع هاوي مصري، ولد في 10 سبتمبر 1951 في محافظة القاهرة في مصر.

## وصلات خارجية
- محمد حمد على موقع أوليمبيديا (الإنجليزية)